# Noppawan Lertcheewakarn
Noppawan "Nok" Lertcheewakarn (Thai: นพวรรณ เลิศชีวกานต์ Los Angeles, 18 de novembro de 1991) é uma tenista profissional tailandesa.

## WTA Tour finais

### Duplas: 1 (1 vice)
| Legenda                                      |
| -------------------------------------------- |
| Grand Slam (0–0)                             |
| WTA Tour (0–0)                               |
| Tier I / Premier Mandatory & Premier 5 (0–0) |
| Tier II / Premier (0–0)                      |
| Tier III, IV & V / International (0–1)       |
| WTA 125K series (0–1)                        |

| Títulos por Piso |
| ---------------- |
| Duro (0–1)       |
| Grama (0–0)      |
| Saibro (0–0)     |
| Carpete (0–0)    |

| Resultado | N. | Data         | Torneio                               | Piso | Parceira      | Oponentes                       | Placar           |
| Vice      | 1. | 6 Março 2011 | Malaysian Open, Kuala Lumpur, Malásia | Duro | Jessica Moore | Dinara Safina Galina Voskoboeva | 7–5, 2–6, [10–5] |

## WTA 125s finais

### Duplas: 1 (1 vice)
| Resultado | N. | Data             | Torneio                        | Piso | Parceira      | Oponentes                            | Placar           |
| Vice      | 1. | 11 Novembro 2012 | Royal Indian Open, Pune, Índia | Duro | Julia Glushko | Nina Bratchikova Oksana Kalashnikova | 0–6, 6–4, [8–10] |